# Магомедов, Магомед Гаджиевич (предприниматель)
Магомед Гаджиевич Магомедов (род. 1 марта 1967 года) — российский предприниматель, член Совета Федерации Федерального Собрания РФ от исполнительной власти Смоленской области (2002—2009 гг.). Совладелец компании «Сумма Group».

## Биография
Родился в селе Шотота Хунзахского района Дагестанской АССР. 
Окончил экономический факультет МГУ им. Ломоносова.

### Карьера
До назначения в 2002 году представителем от правительства Смоленской области в Совет Федерации работал советником генерального директора ООО «Оренбурггазпром».
В Совете Федерации работал в Комиссии по естественным монополиям (2002—2009 гг.), являлся членом Комитета Совета Федерации по промышленной политике (2002—2007 гг.), членом Комиссии СФ по культуре (2007—2008 гг.), членом Комиссии СФ по физической культуре, спорту и развитию олимпийского движения (2008—2009 гг.).
С 21 марта 2016 года по 31 декабря 2016 года — президент и председатель правления ООО «Ночная хоккейная лига».
С 1 января 2017 года по 25 апреля 2018 года — президент и председатель президиума Фонда «Ночная хоккейная лига».

### Уголовное преследование
31 марта 2018 года по подозрению в хищении 2,5 млрд рублей и организации преступного сообщества решением Тверского суда города Москвы Магомед Магомедов и его брат Зиявудин были заключены под стражу на два месяца, до 30 мая (позже заключение было продлено до 5 августа 2018 г.). Их обвинили в организации преступного сообщества (ч. 1 ст. 210), в мошенничестве (ч. 4 ст. 159) и растрате (ч. 4 ст. 160).
Братьям Магомедовым было предъявлено обвинение в хищении около 11 млрд рублей при строительстве стадиона «Арена Балтика» и аэропорта Храброво в Калининграде, намыве участка на Крестовском острове в Санкт-Петербурге, а также по ещё нескольким эпизодам мошенничества. В мае 2020 года адвокаты Магомедовых заявили, что у обвиняемых были арестованы активы на сумму около 100 млрд рублей. Слушания по делу начались 6 апреля 2021 года в Мещанском районном суде Москвы. 28 мая 2022 года Хамовнический суд Москвы по иску Генпрокуратуры изъял у братьев Магомедовых $750 млн, вырученных от продажи 50,1% акций Новороссийского морского торгового порта в 2018 году. 19 октября 2022 года гособвинение попросило суд приговорить Зиявудина Магомедова к 24 годам колонии строгого режима. Для его брата — 21 год лишения свободы.
1 декабря 2022 года суд приговорил Зиявудина Магомедова к 19 годам колонии строгого режима за создание преступного сообщества и хищение бюджетных средств. Его брата Магомеда — к 18 годам. Также им были назначены штраф в размере 2,5 млн руб. и ограничение свободы на два года.
В сентябре 2023 года братья Магомедовы обратились в Высокий суд Лондона с иском против бывших менеджеров и акционеров FESCO, «Транснефти» и «Росатома». Они обвинили ответчиков в незаконном отчуждении собственности на более чем 10 миллиардов долларов.

## Награды
Имеет почетную грамоту Совета Федерации.